# Beanfield Lawns
Beanfield Lawns var en civil parish från 1858 till 1935 då den blev en del av Cottingham, i grevskapet Northamptonshire, i England. Civil parish var belägen 10 km från Kettering och hade 9 invånare år 1931.